# Julius Hermann Schultes (Botaniker, 1804)
Julius Hermann Schultes (* 4. Februar 1804 in Wien; † 1. September 1840 in München) war ein in Österreich geborener deutscher Botaniker. Sein offizielles botanisches Autorenkürzel lautet „Schult.f.“ 

## Leben und Wirken
Schultes war ein Sohn von Joseph August Schultes. Sein Studium der Medizin an der Universität Landshut schloss er mit dem Doktor der Medizin ab. Er praktizierte in Landshut und München.
Schultes übersetzte Sibrandus Stratinghs Chemisches Handbuch für Probirer, Gold- und Silberarbeiter (1823) aus dem Niederländischen und Jean-Baptiste Vitalis’ (1759–1832) Grundriß der Färberei auf Wolle, Seide, Leinen, Hanf und Baumwolle (1824) aus dem Französischen.
Ab 1834 war Schultes Mitredakteur von Johann Gottfried Dinglers Polytechnischem Journal.
Sein jüngerer Bruder, der ebenfalls Julius Hermann Schultes (1820–1887) hieß, war ein Arzt und Botaniker.

## Schriften (Auswahl)
- De nosocomiis quibusdam Belgicis, Britannicis, Gallicis commentariolum. Storno, Landshut 1825 (Digitalisat) – Dissertation.
- Mantissa in volumen tertium systematis vegetabilium Caroli a Linné […]. J. C. Cotta, Stuttgart 1827 (Digitalisat) – mit Joseph August Schultes.
- Caroli a Linné equitis Systema vegetabilium secundum classes ordines genera species. Cum characteribus, differentiis et synonymiis. Band 7, Cotta, Stuttgart 1829–1830 (Teil 1, Teil 2)  – mit Joseph August Schultes.

Zeitschriftenbeiträge
- Uebersicht der Fortschritte der Oekonomie, Künste und Gewerbe in Italien im Jahre 1819. In: Polytechnisches Journal. Band 1, 1820 S. 477–497 (Digitalisat) – als Übersetzer.
- Ueber diejenigen Pflanzen, aus welchen die russische Soda gewonnen wird. In: Polytechnisches Journal. Band 2, 1820, S. 61–67 (Digitalisat).
- Versuche über die eßigsauren Kupfer, von Hrn. Vauquelin. In: Polytechnisches Journal. Band 14, 1824, S. 343–356 (Digitalisat) – als Übersetzer.
- Erfindung gewisser Verbesserungen an Betten, Bettstellen, Sofas, Sesseln und anderen Schiffs-Meubeln […]. In: Polytechnisches Journal. Band 25, 1827, S. 233–238 (Digitalisat) – als Übersetzer.
- Bericht über die  Leichenöffnung einer vom Blitze Erschlagenen. In: Notizen aus dem Gebiete der Natur– und Heilkunde. Band 17, 1827, Sp. 200–202 (Digitalisat).
- Ueber die im November 1834 zu München gehaltene Industrieausstellung. In: Polytechnisches Journal. Band 54, Nr. 5, 1834, S. 393–427 (Digitalisat).
- Ueber die im Oktober 1835 zu München gehaltene Industrieausstellung. In: Polytechnisches Journal. Band 58, Nr. 4, 1835, S. 322–356 (Digitalisat).